# Confédération des syndicats autonomes du Cameroun
La Confédération des syndicats autonomes du Cameroun (CSAC), est une confédération syndicale camerounaise légalisée en 2006. Elle est affiliée à la Confédération syndicale internationale (CSI). 

## Histoire
L'assemblée générale constitutive se tient à Yaoundé le 16 décembre 2005.
La CSAC est légalisée en 2006. Le congrès extraordinaire unitaire du 26 avril 2014 placé sous le thème : Renforcer la cohésion et l'unité syndicale à la CSAC, intervient après les dissenssions apparues en 2011, il porte à la présidence de la CSAC, Jean-Marie Ndi, en remplacement de Louis Sombès décédé le 26 juillet 2013, Jean-Louis Moungue est Secrétaire général. Le congrès ordinaire se tient à Yaoundé, le 2 novembre 2019.

## Organisations affiliées
Lors du congrès de 2019, la confédération compte 43 organisations affiliées.
- Syndicat national des travailleurs de l'énergie électrique du Cameroun (SYNATEEC)
- Syndicat national de la communication (SYNACOM)
- Syndicat national des journalistes du Cameroun (SNJC)

## Dirigeants

### Président confédéral
- 2005-2013 : Louis Sombès
- depuis 2013 : Jean-Marie Ndi

## Représentativité
Un rapport paru en 2006, estime que la CSAC est la deuxième confédération camerounaise avec une représentativité de 40 %, 45 % pour la CSTC et 10 % pour l'USLC.